# Stronghold (игра, 1993)
Stronghold — это компьютерная игра, похожая на Dungeons & Dragons, в жанрах градостроительный симулятор и стратегия в реальном времени, произведённая компанией Stormfront Studios и изданная SSI в 1993 году. Игровыми дизайнерами являются Дон Даглоу, Марк Бучигнани и Давид Баннетт.
В игре есть множество отсылок к SimCity и Dungeons & Dragons. Игрокам выданы ресурсы, чтобы построить городок с своими окрестностями и уникальной архитектурой. Жители и ремесленники городка могут быть вызваны защищать атакуемую часть города. Игрок может выбрать жителей города, в том числе магов, целителей, воров, бойцов, эльфов (сочетающих в себе особенности бойцов и магов), гномов (толстых бойцов и отличных шахтёров) и полуросликов (прекрасных воров и фермеров). Игрок может использовать, к примеру, эльфа для постройки здания или тренировать его, а затем нападать на соседей. Или вместо этого сосредоточиться на развитии города. Цвет каждого квадрата обозначает тип: воду, равнины, горы и холмы. Игрок играет на случайной карте, что повышает реиграбельность игры.